# Omocrates axillaris
Omocrates axillaris är en skalbaggsart som beskrevs av Hermann Burmeister 1844. Omocrates axillaris ingår i släktet Omocrates och familjen Melolonthidae. Inga underarter finns listade i Catalogue of Life.